# Пирамида (Тирана)
Пирамида: Интернациональный центр культуры (алб. Piramida) — бывший музей в городе Тиране, столице Албании, открытый 14 октября 1988 года. Был спроектирован дочерью и зятем Энвера Ходжи, правителя Албании в 1946—1985 годах, и рассказывал о его жизни. После крушения коммунистического режима в 1991 году музей был закрыт, в здании расположились конференц-зал и выставочный центр. Иногда именуется «Мавзолеем Энвера Ходжи», хотя это и не совсем точно. Сооружение задумывалось как самое дорогое строение из когда-либо строившихся в Албании.
В группу архитекторов, проектировавших Пирамиду, входили Пирро Васо, Клемент Кланеси, Пранвера Ходжа и Владимир Брегу.
В 1999 году, во время войны в Косово, в Пирамиде находились база НАТО и нескольких других организаций.
В своё время предлагалось снести музей и на его месте возвести новое здание парламента Албании. Тем не менее ряд ведущих зарубежных архитекторов выступил против сноса строения. В частности, известный албанист и писатель Ардиан Клоси (1957—2012) написал петицию против уничтожения Пирамиды, которая собрала около 6000 подписей, в связи с чем строительные работы были приостановлены.
С 2001 года на территории одной из частей здания расположился телецентр канала Top Channel. В январе 2014 года тысячи людей собрались у Пирамиды и даже залезали на неё в рамках протеста против фальсификации выборов и коррумпированности государственного аппарата.